# Edith Ackermann
Edith K. Ackermann (1946 – desembre 24, 2016) va ser una psicòloga nord-americana d'origen suís que va explorar les interaccions entre psicologia del desenvolupament, joc, aprenentatge i disseny. Llicenciada de la Universitat de Geneva, va ocupar càrrecs permanents a diverses institucions en els Estats Units i Europa, incloent el Laboratori de Mitjans de comunicació del MIT.

## Vida primerenca
Ackermann va néixer a Suïssa l'any 1946. Quan era una nena, Ackermann es va mudar amb la seva família als turons exteriors de Cannes. La seva mare Edith i el seu padrastre Klaus Peter Wieland treballaven de corresponsals d'una revista; el pare de Klaus Peter va pintar Hans va Batre Wieland. Ackermann va assistir a la Universitat de Geneva i va estudiar: un grau d'universitari, un master i un doctorat en psicologia del desenvolupament.
Després de graduar-se, Edith va ser una membre molt jove de la facultat de psicologia a la Universitat de Geneva i una investigadora associada de Jean Piaget en el Centre Internacional d'Epistémologie Génétique.

## Carrera
La carrera d'Ackermann va estar enfocada en la psicologia del desenvolupament, joc i la influència de la tecnologia en l'aprenentatge de la infantesa. Va treballar pel Laboratori de Mitjans de comunicació del MIT amb l'expert Seymour Papert. Utilitzant Papert Logo llenguatge de programació, Ackermann i Papert va treballar pel Lego Grup que va dirigir al desenvolupament de Lego Mindstorms. Ella també va ser una científica de visita a l'Escola de MIT d'Arquitectura, va ser una professor honoraria de Psicologia a la Universitat de Aix-Marseille I, i va ser professora de visita a la Universitat de Siena, Itàlia. A més a més, va treballar de prop amb Harvard Graduate School of Design. Ackermann va ser una Osher Fellow al Exploratorium.
Ackermann va realitzar les primeres investigacions que va intentar reconciliar els principis de Piaget amb l'aprenentatge situat. Va tornar a analitzar l'obra de Piaget amb la tasca del nivell de l'aigua en termes de com els nens passen del pensament concret a l'abstracció, Ackermann va escriure que la teoria de Piaget tracta com els nens s'han de desprendre d'objectes concrets, quan altres teòrics es van enfocar en l'afecció dels nens a aquests objectes concrets. En una altra feina amb Marina Bers, Ackermann va estudiar l'hospitaliztació pedriatrica dels pacients amb problemes de cor i va trobar que es van beneficiar d'un entorn de narració interactiva.

## Vida més tardana
En els seus últims anys, Ackermann tenia un company que era el filòsof suís Ernst von Glasersfeld; la parella es va conèixer anys abans mentre treballaven amb Piaget. L'any 2008, es varen mudar a Massachusetts, i van començar a quedar sovint i treballaren en un assaig que va quedar inacabat a causa de la mort de Ernst, l'any 2010. Finalment, l'any 2016, Ackermann va rebre un premi per la seva trajectòria en la Conferència FabLearnal a l'escola de Stanford.